# 이치마루 미즈키
이치마루 미즈키(일본어: 市丸 瑞希, 1997년 5월 8일 ~ )는 일본의 축구 선수이다. 현재 J1리그의 감바 오사카에서 뛰고 있다.

## 구단 경력
그는 2016년부터 2021년까지 J리그의 감바 오사카, FC 기후, FC 류큐에서 활동하였다.

## 국가대표팀 경력
그는 2017년 FIFA U-20 월드컵에 참가할 일본 U-20 국가대표팀에 발탁되었으며, 3경기에 출전했다.